# Liste der Bodendenkmäler in Kienberg (Oberbayern)
Auf dieser Seite sind die Bodendenkmäler in der oberbayerischen Gemeinde Kienberg zusammengestellt. Diese Tabelle ist eine Teilliste der Liste der Bodendenkmäler in Bayern. Grundlage ist die Bayerische Denkmalliste, die auf Basis des Bayerischen Denkmalschutzgesetzes vom 1. Oktober 1973 erstmals erstellt wurde und seither durch das Bayerische Landesamt für Denkmalpflege geführt wird. Die folgenden Angaben ersetzen nicht die rechtsverbindliche Auskunft der Denkmalschutzbehörde.

## Bodendenkmäler in Kienberg
| Lage       | Objekt | Akten-Nr.     | Bild |
| ---------- | --- | ------------- | ---- |
| (Standort) | Villa rustica der römischen Kaiserzeit. | D-1-7940-0029 |      |
| (Standort) | Brandgräber der römischen Kaiserzeit. | D-1-7940-0030 |      |
| (Standort) | Untertägige mittelalterliche und frühneuzeitliche Befunde im Bereich der Kath. Pfarrkirche St. Martin in Kienberg und ihrer Vorgängerbauten sowie der abgegangenen Friedhofskirche St. Michael. | D-1-7940-0050 |      |
| (Standort) | Abgegangenes Schloss „Sitz Heretsham“ des späten Mittelalters und der frühen Neuzeit. | D-1-7940-0057 |      |